# Kozłów (województwo świętokrzyskie)
Kozłów – wieś sołecka w Polsce położona w województwie świętokrzyskim, w powiecie jędrzejowskim, w gminie Małogoszcz.
Do 1870 r. istniała gmina Kozłów.
W latach 1975–1998 miejscowość położona była w województwie kieleckim.

## Części miejscowości
| SIMC    | Nazwa   | Rodzaj     |
| ------- | ------- | ---------- |
| 0249113 | Błonie  | część wsi  |
| 0249120 | Doły    | przysiółek |
| 0249142 | Górajek | kolonia    |
| 0249136 | Grobla  | osada      |

## Historia

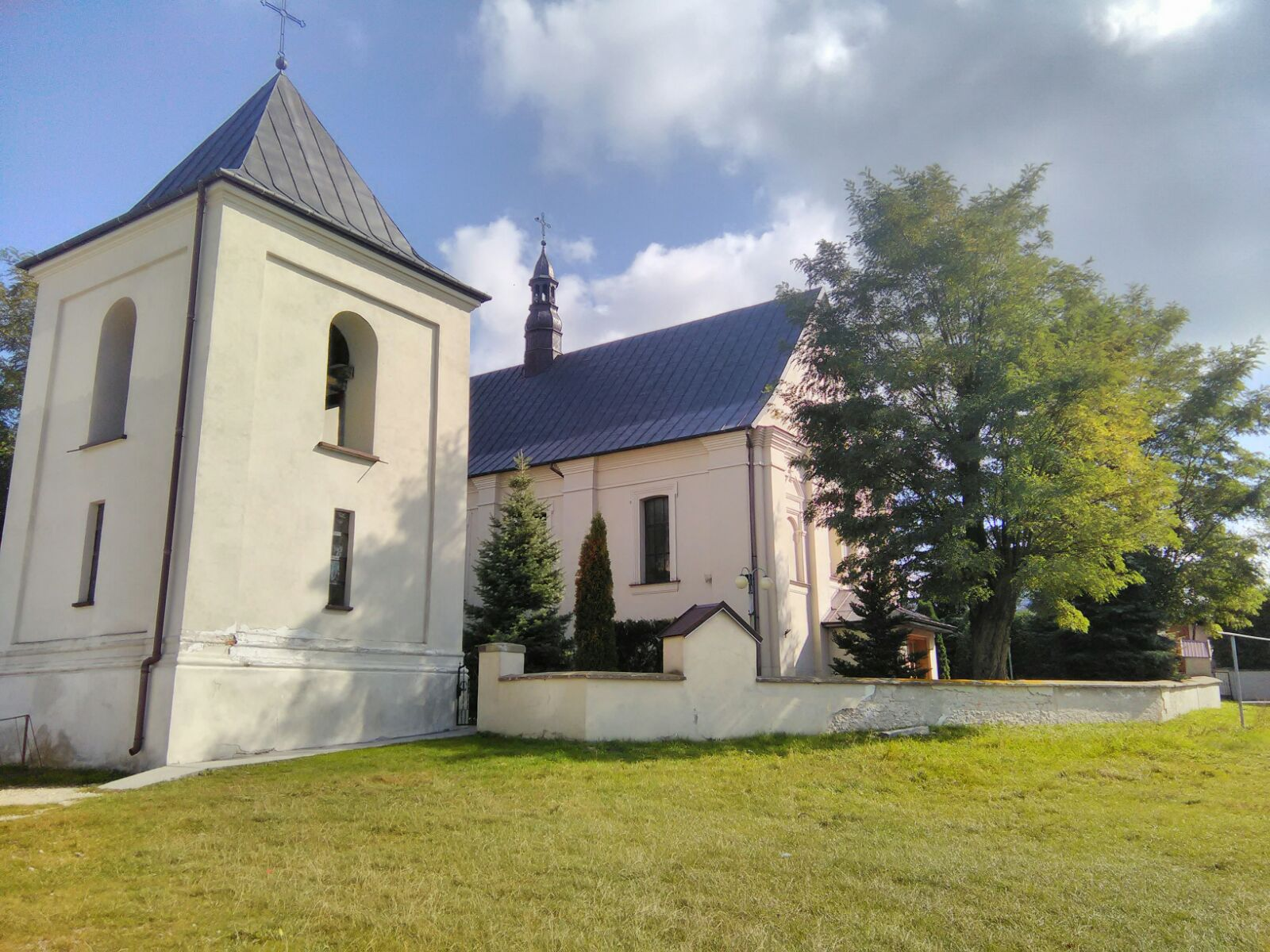
Kościół Narodzenia Najświętszej Maryi Panny

W 1540 r. dziedzicami Kozłowa byli Florian Zawisza i Jakub, synowcy Bernarda Kozłowskiego. Wdowa po Bernardzie Anna, w powtórnym małżeństwie Lasochowska ma na wsi oprawę posagu. Wieś ma 12 kmieci na półłankach, 7 półłanków było pustych, karczmę dającą 1 grzywnę, 3 zagrodników, 4 stawy, młyn, niewiele łąk, lasu i pasiek dwór i folwark oceniano jako dostateczny. Wycena na 450 grzywien. Kościół parafialny pw. Narodzenia N.P. Marii i św. Mikołaja, pochodzi zapewne z XIV w.
Według Długosza, właścicielem wsi w wieku XIV był Zawisza herbu Róża (Długosz L.B. t.I s.594)
W roku 1442 pleban Wawrzyniec ma sprawę w Gnieźnie z dziedzicem Blizanowa o dziesięciny. Arcybiskup Jarosław ze Skotnik nadał dziesięciny z Kozłowa w 1347 roku prebendarzowi kościoła św. Jerzego na zamku w Krakowie. Po tym parafia należała do kolegiaty kurzelowskiej (Łaski t.I s.607). Obecny kościół drewniany wzniesiony został w r. 1515.
W 1606 właścicielem Kozłowa był Andrzej Oleśnicki herbu Dębno, zięć Mikołaja Kozłowskiego, tenże sprzedaje w roku 1614 dobra kozłowskie Abrahamowi Białobrzeskiemu, który  w 1619 roku oddaje Kozłów w ręce Krzysztofa Ujejskiego.

W roku 1644 posesorem był Piotr Tęgoborski, po nim zaś jego syn Jan. Z rąk Tegoborskich przechodzi Kozłów w początkach wieku XVIII do Olszowskich herbu Prus, po czym do Małachowskich herbu Nałęcz - właścicielem był Mikołaj Małachowski, wojewoda sieradzki w 1775, właściciel Końskich.  
Według spisu miast, wsi, osad Królestwa Polskiego z roku 1827 były tu 34 budynki i 225 mieszkańców.
Spis powszechny ludności z roku 1921 wykazał w Kozłowie 107 domów oraz 710 mieszkańców.

## Urodzeni w Kozłowie
- Zygmunt Napoleon Rzewuski – powieściopisarz i uczestnik powstania styczniowego, rotmistrz.
- Anna Błachucka – pisarka

## Zabytki
- Kościół parafialny pod wezwaniem Narodzenia Najświętszej Maryi Panny, wybudowany w 1515 roku; rozbudowany w 1644 r.; w okresie reformacji zbór; odbudowany po pożarze w 1927 roku; w kościele znajduje się poliptyk Świętego Mikołaja z początku XVII wieku. Kościół oraz dzwonnica są wpisane do rejestru zabytków nieruchomych (nr rej.: A.110/1-2 z 11.02.1967)[11].